# عثان (ملحان)

تعديل مصدري - تعديل

عثان هي إحدى قرى عزلة بدح بمديرية ملحان التابعة لمحافظة المحويت، بلغ تعداد سكانها 630 نسمة حسب تعداد اليمن لعام 2004.